# Liste der Biografien/Baw
Liste der Biografien |
Portal Biografien |
Personensuche
# |
A |
B |
C |
D |
E |
F |
G |
H |
I |
J |
K |
L |
M |
N |
O |
P |
Q |
R |
S |
T |
U |
V |
W |
X |
Y |
Z |
?
 
Ba |
Be |
Bd |
Bg |
Bh |
Bi |
Bj |
Bl |
Bm |
Bn |
Bo |
Br |
Bs |
Bu |
Bw |
By |
Bz
 
Baa |
Bab |
Bac |
Bad |
Bae |
Baf |
Bag |
Bah |
Bai |
Baj |
Bak |
Bal |
Bam |
Ban |
Bao |
Bap |
Baq |
Bar |
Bas |
Bat |
Bau |
Bav |
Baw |
Bax–Baz
Die Liste der Biografien führt alle Personen auf, die in der deutschsprachigen Wikipedia einen Artikel haben. Dieses ist eine Teilliste mit 30 Einträgen von Personen, deren Namen mit den Buchstaben „Baw“ beginnt.

## Baw

### Bawa
- Bawa, Geoffrey (1919–2003), sri-lankischer Anwalt und Architekt
- Bawa, Robin (* 1966), kanadischer Eishockeyspieler
- Bawab, Thaer (* 1985), jordanischer Fußballspieler libanesisch-palästinensischer Abstammung
- Bawardi, Zaid al- (* 1997), saudi-arabischer Fußballtorhüter
- Bawarin, Wladimir Nikolajewitsch (1939–2003), russischer Kommunalpolitiker, Bürgermeister der Stadt Barnaul

### Bawd
- Bawden, Edward (1903–1989), britischer Maler, Grafiker, Illustrator und Designer
- Bawden, Frederick (1908–1972), britischer Pflanzenpathologe
- Bawden, Louise (* 1981), australische Volleyball- und Beachvolleyballspielerin
- Bawden, Nina (1925–2012), britische Schriftstellerin

### Bawe
- Bawelino, Joe (* 1946), deutscher Jazzgitarrist
- Bawendi, Moungi (* 1961), französisch-US-amerikanischer ChemikerMoungi Bawendi (* 1961)

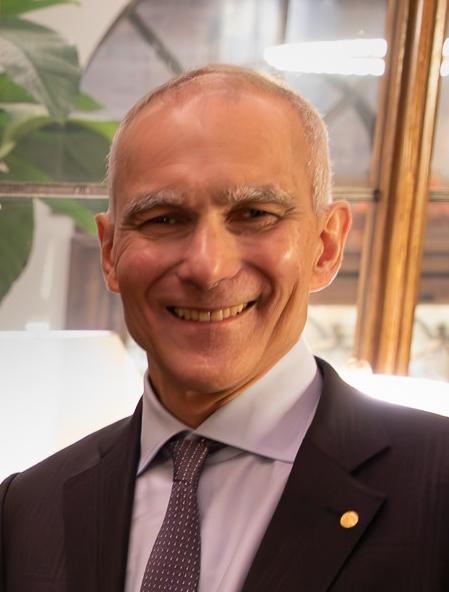
Moungi Bawendi (* 1961)

- Bawer, Bruce (* 1956), US-amerikanischer Schriftsteller und Literaturkritiker
- Bawerdjed, ägyptischer Entdecker

### Bawi
- Bawi, altägyptischer Beamter der 6. Dynastie
- Bawin, Juri Sergejewitsch (* 1994), russischer Fußballspieler

### Bawo
- Baworn Tapla (* 1988), thailändischer Fußballspieler
- Baworowski, Adam (1913–1943), österreichisch-polnischer Tennisspieler
- Baworowski, Anton Carl (1853–1927), österreichischer Genre- und Historienmaler sowie Illustrator
- Baworowski, Jerzy (1857–1933), polnischer Politiker und Gutsbesitzer
- Baworowski, Włodzimierz (1823–1901), polnischer Politiker und Gutsbesitzer
- Bawoyeu, Jean Alingué (* 1937), tschadischer Politiker und Diplomat

### Bawr
- Bawr, Sophie de (1773–1860), französische Schriftstellerin und Komponistin

### Bawu
- Bawuah, Veronica (* 1967), ghanaische Sprinterin
- Bawuah-Edusei, Kwame (* 1955), ghanaischer Diplomat
- Bawumia, Mahamudu (* 1963), ghanaischer Ökonom und Politiker

### Bawy
- Bawyr von Frankenberg, Franz Anton (1668–1735), kaiserlicher Generalleutnant, Interimsgouverneur Düsseldorf und Gouverneur Jülich
- Bawyr von Frankenberg, Friedrich Ferdinand (1662–1726), bergischer Pfennigmeister, kaiserlicher Generalleutnant
- Bawyr von Frankenberg, Maria Sophia (1667–1737), Äbtissin von St. Cäcilien Köln
- Bawyr, Friedrich von († 1667), kurfürstlich-brandenburgischer General
- Bawyr, Johann Christoph von († 1676), kurpfälzischer Generalkommissar und Geheimer Rat